# Ананас
Анана́с посівни́й, або звича́йний (Ananas comosus), — багаторічна рослина родини бромелієвих, найвідоміший представник однойменного роду. Харчова, технічна та декоративна культура.

## Опис

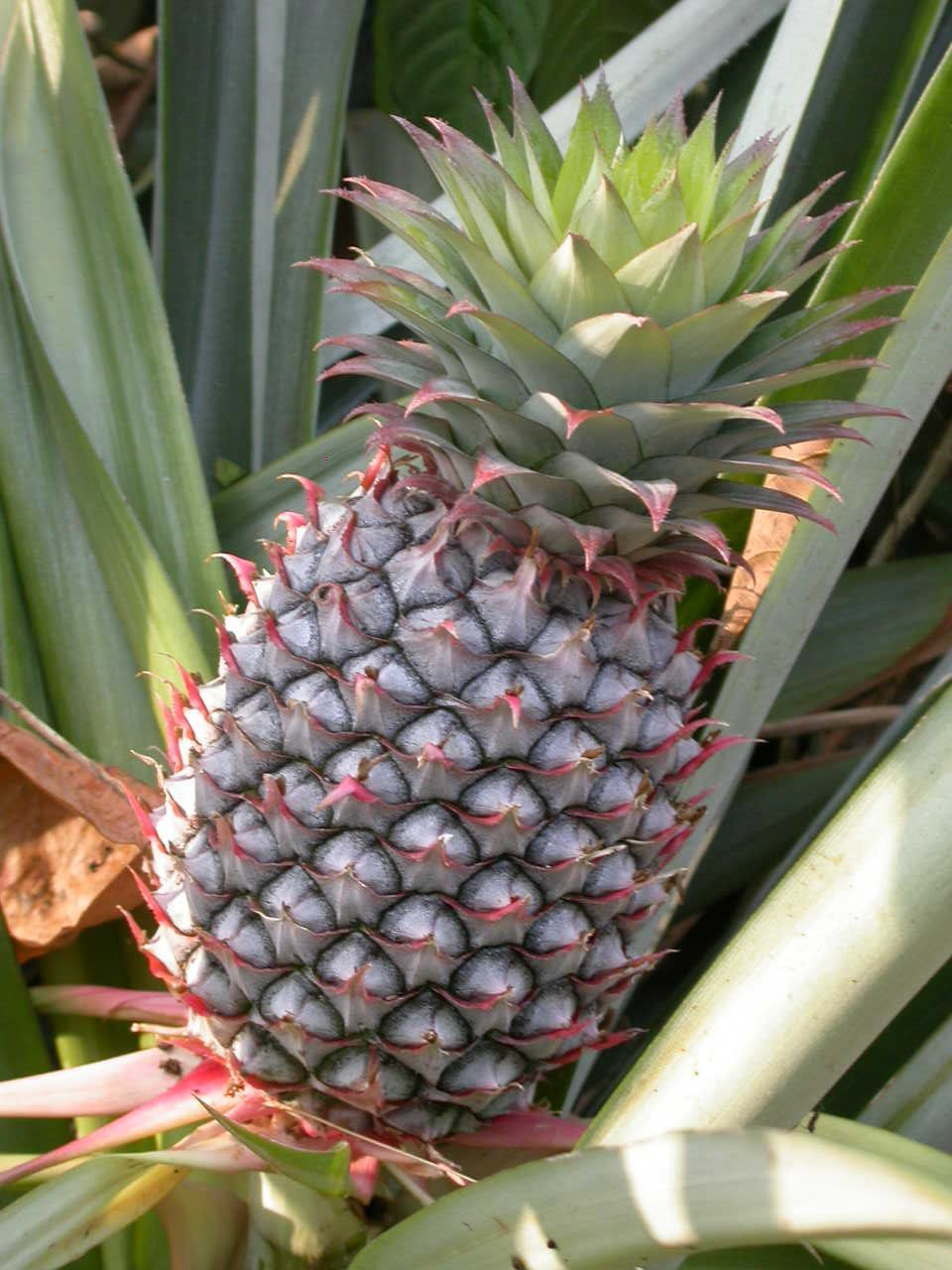
Супліддя ананаса в побуті зазвичай називають плодом

Трав'яниста рослина заввишки до 1,5 м. Стебло коротке, кремезне, майже непомітне під розеткою довгого листя. Листки, зібрані в прикореневу розетку, жорсткі, сизо-зелені, з колючим краєм, 30-100 см завдовжки. Квітки численні (до 200), піднесені на високому квітконосі, лілувато-рожеві, з'являються на другий рік розвитку рослини. Квіти розкриваються поступово, починаючи від низу квітконоса і далі по спіралі до верхівки, на якій розташована розетка листя меншого розміру. Запліднені квіти перетворюються в м'ясисті соковиті плоди, які формують велике шишкоподібне супліддя. М'якуш плодів блідо-жовтий, соковитий, з приємним запахом та освіжаючим смаком. Вага суплідь може сягати 5 кг.

## Екологія та поширення
Рослина світлолюбна, дуже теплолюбна та доволі вологолюбна. Запилюється колібрі. Окрім насіннєвого, ананасу звичайному притаманний і вегетативний спосіб розмноження. Рослини можуть зацвітати після 12 місяців розвитку. Ананас не має визначеного часу цвітіння, тому врожай доволі складно прогнозувати.
Батьківщиною виду є Південна і Центральна Америка, але зараз ананас звичайний культивується в багатьох тропічних регіонах, наприклад, на Гаваях, в Квінсленді (Австралія), у В‘єтнамі.

## Застосування
Ананас звичайний належить до одних з найвідоміших та найсмачніших фруктів на планеті. Його плоди споживають у свіжому вигляді, виготовляють з них компоти, сік, джеми, додають до м'яса, використовують у різноманітних салатах. Ананаси є типовим компонентом кухні багатьох тропічних країн, а в сучасному світі широко використовуються в кухнях розвинутих країн, зокрема, без ананасового соку неможливо приготувати такий відомий коктейль, як пінья колада.
Походження культурних сортів (Ananas comosus var. comosus) невідоме. Вважають, що дикий вид ананаса з малими плодами та колючим листям (Ananas comosus var. ananassoides) є пращуром культурних сортів. Він походить з Бразилії та Парагваю.
Вважають, що одомашнення рослини відбулося у Гвіані. За тисячі років фрукт поширився по усій тропічній та субтропічній Америці. На мові гуарані «ананас» означає — «відмінний фрукт». Європейці познайомилися з ананасами у 1493 році на острові Гваделупа під час другої подорожі Колумба у Новий світ.
Існує запис, що король Фернандо Арагонський спробував ананас. За свідченням історика Петера Мартира, лише один плід не згнив за час подорожі з Америки і був поданий королю. Фернандо сказав, що це найкраще, з усього що він пробував. Іспанці поширили рослину по тропіках. В Індії ананас з'явився у 1548 році. На Філіппінах у XVI ст. уже виробляли одяг з волокон ананаса. В Австралію ананас прибув з Індії разом з німецькими місіонерами.